# آرتین آرتینیان
آرتین آرتینیان (ارمنی: Արթին Պետրոսի Արթինյան; زاده ۸ دسامبر ۱۹۰۷ – درگذشته ۱۹ نوامبر ۲۰۰۵) مجموعه‌دار هنری و مترجم ارمنی‌تبار اهل فرانسه بود.

## زندگینامه
وی در ۸ دسامبر ۱۹۰۷ در پازارجیک، بلغارستان به دنیا آمد و از دانشگاه هاروارد و دانشگاه کلمبیا فارغ التحصیل شد. وی همچنین برندهٔ جوایزی همچون برنامه فولبرایت شده است. وی در ۱۹ نوامبر ۲۰۰۵ در سن ۹۷ سالگی در لانتانا، فلوریدا، ایالات متحده آمریکا درگذشت.